# Jovan Miladinović
Jovan Miladinović (* 30. Januar 1939 in Belgrad; † 11. September 1982 ebenda) war ein jugoslawischer Fußballspieler und -trainer. Der 17-fache A-Nationalspieler von Jugoslawien gewann mit seinem Verein Partizan Belgrad in den erfolgreichen 1960er-Jahren viermal die jugoslawische Meisterschaft. In 107 Ligaspielen hat er zehn Tore erzielt. In der Saison 1966/67 spielte er in der Fußball-Bundesliga beim 1. FC Nürnberg.

## Karriere als Vereinsspieler
1953 kam Jovan Miladinović zur Jugend von Partizan Belgrad. Vier Jahre später kam der talentierte Nachwuchsspieler zu seinem ersten Erstliga-Einsatz. Als Mittelfeldspieler erzielte er in 107 Spielen zehn Tore. In den Sechziger-Jahren wurde er mit Partizan an der Seite von Mitspielern wie Milutin Šoškić, Ivan Ćurković, Zvezdan Čebinac, Milan Galić, Fahrudin Jusufi, Branislav Mihajlović, Branko Rašović und Velibor Vasovic in den Jahren 1960/61, 1961/62, 1962/63 und 1964/65 vier Mal jugoslawischer Meister und zog 1966 in das Finale um den Europapokal der Landesmeister ein. Seine letzte Runde bei seinem Heimatverein bestritt Miladinović 1965/66, in der Liga mit dem enttäuschenden 11. Rang mäßig, aber im Europapokal zeigte Partizan insbesondere im Halbfinale gegen Manchester United (2:0, 0:1) wozu das Team fähig war. Miladinović lieferte sich aber im Rückspiel am 20. April 1966 mit Pat Crerand eine Schlägerei und war deshalb im Finale gegen Real Madrid (1:2) gesperrt. Zur Saison 1966/67 bekamen etliche Partizan-Stars die Freigabe für das Ausland und neben Miladinović nach Nürnberg, gingen auch noch Torhüter Soskic zum 1. FC Köln, Galic nach Belgien zu Standard Lüttich, Jusufi zu Eintracht Frankfurt und Vasovic zu Ajax Amsterdam. Lokalrivale Roter Stern Belgrad verlor die Stars Vladimir Durković an Borussia Mönchengladbach und Dragoslav Šekularac an den Karlsruher SC.
In der Saison 1966/67 stand er im Kader des 1. FC Nürnberg, welcher den Kader noch zusätzlich durch die Zugänge von Torhüter Horst-Dieter Strich, Wulf-Ingo Usbeck, Heinz Müller und Herbert Renner zu verstärken versucht hatte. Am Rundenende konnte man nur bei dem vorherigen A-Klassenspieler Heinz Müller von einer Verstärkung des „Club“ reden. Unter Trainer Jenö Csaknady fing die Runde an, Landsmann Jenő Vincze übernahm vom 7. November bis 31. Dezember 1966, ehe der dritte Trainer, Max Merkel, vom Titelverteidiger München 1860 zum 1. Januar 1967 in die Noris gekommen, den Klassenerhalt für Nürnberg erreichte. Miladinović debütierte am Starttag der Runde, den 20. August 1966, bei einer 0:1-Auswärtsniederlage beim VfB Stuttgart in der Bundesliga. Er spielte auf Halbrechts neben den weiteren Offensivakteuren Reinhold Adelmann, Franz Brungs, Heinz Strehl und Georg Volkert. In der Bundesliga Chronik ist notiert: „Neuzugang Miladinović enttäuschte, war aber auch nicht schlechter als seine Nebenleute.“ Nach seinem vierten Bundesligaspiel, am 24. September 1966, nach einem 2:0-Heimerfolg gegen Borussia Dortmund, fiel die Kritik noch deutlicher aus: „... obgleich der FCN mit Miladinović im Mittelfeld einen Totalausfall mitschleppte ...“. Der Neuzugang aus Belgrad konnte sich in Nürnberg nicht durchsetzen, auch nicht unter Merkel ab Januar 1967, unter dem er lediglich noch am 21. Januar bei einer 0:2-Auswärtsniederlage beim MSV Duisburg letztmals zum Einsatz kam. Er kam nicht an Karl-Heinz Ferschl, Stefan Reisch, Heinz Müller, Reinhold Adelmann und Tasso Wild vorbei und beendete bereits nach einem Jahr seinen Vertrag beim „Club“.

## Karriere als Nationalspieler
Von 1959 bis 1964 spielte er 17 Mal für die Nationalmannschaft. Er debütierte am 11. Oktober 1959 im Länderspiel gegen Ungarn bei einer 2:4-Heimniederlage. Florian Albert zeichnete sich dabei als dreifacher Torschütze auf Seiten der von den zwei Altmeistern Gyula Grosics und József Bozsik angeführten Gästeelf aus. Miladinovic lief als rechter Außenläufer auf und Vladimir Durkovic und Stefan Bena kamen wie er zu ihrem Debüt in der „plavi“. Am 20. Dezember 1959 gehörte er auch der Nationalmannschaft beim Freundschaftsspiel in Hannover gegen Deutschland an. Vor 83.000 Zuschauern trennten sich die Auswahlteams mit 1:1. Bundestrainer Sepp Herberger hatte mit Leistungsträgern wie Karl-Heinz Schnellinger, Herbert Erhardt, Horst Szymaniak, Helmut Rahn und Uwe Seeler versucht, das Spiel für sich zu entscheiden. Aber die Mannen um Branko Zebec, Željko Perušić und Miladinovic verdienten sich das Remis.
Seine größten Erfolge waren die Teilnahme am Finale der Europameisterschaft 1960 und am Fußballturnier der Olympischen Sommerspiele 1964. Am 10. Juli 1960 stand er an Stelle von Branko Zebec in der Innenverteidigung beim Finale im „Europacup der Nationen“ gegen die „sbornaja“ der Sowjetunion. Das Team um Kapitän Igor Netto und Torhüterlegende Lew Jaschin setzte sich mit 2:1 nach Verlängerung durch. Bei den olympischen Spielen 1964 in Tokio verlor er das Fußball – Viertelfinale am 18. Oktober mit 0:1 gegen die Auswahl der DDR, in deren Reihen Könner wie Henning Frenzel (Torschütze), Jürgen Nöldner, Eberhard Vogel und Klaus Urbanczyk zu Werke waren.

## Trainerkarriere
Nach seinem Karriereende war er als Trainer bei Partizan Belgrad tätig und leitete 1976 und 1979 zeitweise die 1. Mannschaft.